# Forcipomyia blascoi
Forcipomyia blascoi is een muggensoort uit de familie van de knutten (Ceratopogonidae). De wetenschappelijke naam van de soort is voor het eerst geldig gepubliceerd in 1993 door Delecolle & Rieb.